# Sofja Muratowa
Sofja Iwanowna Muratowa, z domu Poduzdowa (ros. Софья Ивановна Муратова, z domu Подуздова; ur. 13 lipca 1929 w Leningradzie, zm. 25 września 2006 w Moskwie) – radziecka gimnastyczka (Rosjanka), wielokrotna medalistka olimpijska.
Muratowa była jedną z najwybitniejszych gimnastyczek swoich czasów. Na igrzyskach debiutowała w Melbourne w 1956, drugi raz wystąpiła w Rzymie cztery lata później. Podczas obu startów zdobyła łącznie osiem medali. Dwukrotnie należała do złotej drużyny, w 1960 zdobyła dwa srebrne medale – w wieloboju indywidualnym i w skoku. Po brąz sięgała w wieloboju indywidualnym, ćwiczeniach na poręczach i w drużynie z przyborami (1956) oraz w ćwiczeniach na równoważni (1960). Była medalistką mistrzostw świata (trzy złote medale w drużynie – 1954, 1958 i 1962 oraz srebro w 1958 w skoku i na równoważni). W latach 1949–1954 zdobyła pięć tytułów mistrzyni ZSRR w indywidualnym wieloboju.
Jej mąż Walentin Muratow także był gimnastykiem i multimedalistą olimpijskim. Pracowała jako trenerka, m.in. z kadrą ZSRR na igrzyskach w 1968.
Pochowana na Cmentarzu Mitińskim w Moskwie.